# Polyrhachis reclinata
Polyrhachis reclinata är en myrart som beskrevs av Carlo Emery 1887. Polyrhachis reclinata ingår i släktet Polyrhachis och familjen myror. Inga underarter finns listade i Catalogue of Life.